# Élisabeth Badinter
Élisabeth Badinter (* 5. März 1944 als Élisabeth Bleustein-Blanchet in Boulogne-Billancourt bei Paris) ist eine französische Philosophin, Autorin und Professorin an der Eliteuniversität École polytechnique in Paris.

## Biografie
Badinter stammt aus einer jüdisch-französischen Familie aus Paris und studierte Philosophie und Soziologie an der Sorbonne. Die Lehrbefähigung für Philosophie an höheren Schulen erwarb sie 1973.
Neben ihrer Professur hat Badinter seit 1987 einen Sitz im Aufsichtsrat der von ihrem Vater Marcel Bleustein-Blanchet gegründeten internationalen Kommunikationsfirma Publicis; von 1996 bis 2017 war sie Aufsichtsratspräsidentin. 2004 erhielt sie die Ehrendoktorwürde der Universität Lüttich / Université de Liège.
Mit 22 Jahren heiratete sie den Rechtsanwalt und Politiker Robert Badinter (1928–2024). Ihre drei Kinder bekam sie innerhalb von dreieinhalb Jahren während ihrer Abschlussexamen an der Universität.
Schon sehr früh in ihrer Jugend beschäftigte sie sich mit dem Beauvoir'schen Feminismus. Sie beschreibt ihr Elternhaus als offen; die gleichberechtigte, gebildete, aktive Frau war für die Familie eine Selbstverständlichkeit. Während Anfang der 1970er der Feminismus in Frankreich laut zu werden begann, entdeckte Élisabeth Badinter die Kompliziertheit des häuslichen Lebens als Mutter.

## Philosophie und gesellschaftspolitische Auffassungen
In ihren zahlreichen Essays und Büchern beschäftigt sich Élisabeth Badinter u. a. mit Geschichte, Philosophie und Soziologie der Frau in ihrem historischen Umfeld; Badinters besondere Passion ist das Zeitalter der Aufklärung.
Badinter vertritt jene Richtung des Feminismus, die die Gleichheit der Geschlechter und den Universalismus betont. Ihre Aufmerksamkeit richtet sich dabei auf die allgemeine Gültigkeit der Menschenrechte für Frauen und Männer und gegen die rechtliche, ökonomische und soziale Benachteiligung von Frauen. Die Vertreterinnen des Differenzdenkens unterstreichen einen grundlegenden Unterschied der Geschlechter. Frauenrechte müssten besonders betont werden, weil die universalistische Theorie Frauen schon immer benachteiligt habe, indem sie den Mann mit dem Menschen gleichsetze. Frauen bedürfen nach dieser Ansicht eines besonderen Schutzes und aktiven Kampfes gegen ihre Unterdrückung. Die amerikanischen Feministinnen kämpfen seit den 1980er Jahren gegen Gewalt an Frauen und schürten dadurch, nach Badinters Ansicht, das Misstrauen gegenüber den Männern.
Sie befürwortet das Abtreibungsrecht und ein Gesetz zur Gleichstellung von Frau und Mann im Arbeitsumfeld und in der Familie. 1992 wurde in Frankreich ein erstes Gesetz gegen sexuelle Belästigung erlassen. Sie bedauert daran, dass es nur den Missbrauch von Macht ahndet und damit den Frauen wieder eine untergeordnete hierarchische Position zuweist. Viele Feministinnen und NGOs begannen damals einen Kampf für einen weiteren Geltungsbereich, der sich auch auf Belästigung unter Kolleginnen und Kollegen oder im öffentlichen Raum erstreckt. Nach Ansicht Badinters hat sich der Feminismus in jenen Jahren geteilt – in einen akademisch-theoretischen Zweig, dem auch sie angehört, und in eine aktive kämpferische Richtung. Badinter bedauert den zunehmenden Einfluss des angelsächsischen Radikalismus in Europa und ist der Meinung, dass hasserfüllte Parolen der falsche Weg (Fausse Route, so der französische Titel) sind.

## Mutterliebe
Bekannt wurde Badinter 1980 mit ihrem provokanten Buch L’Amour en plus (deutsch: Mutterliebe, 1981), in dem sie die überkommene Vorstellung eines angeborenen Mutterinstinkts radikal ablehnt. Frauen seien keineswegs ab dem Moment der Geburt die liebenden hingebungsvollen Mütter, die auf ihr eigenes Leben verzichten, um den Kindern ein schönes Leben zu bereiten, sondern hätten im Lauf der Geschichte – konkret betrachtet Badinter den Zeitraum vom 17. Jahrhundert bis heute in Frankreich – sich ziemlich wenig um ihre Nachkommen gekümmert und seien aus Not oder Lust ihrer eigenen Arbeit oder ihrem Vergnügen nachgegangen. Die heute so selbstverständlich scheinende herausragende Stellung des Kindes und die gesellschaftliche Verherrlichung der Mutterliebe und des Stillens seien Diskurse der Neuzeit. Mutterliebe sei demnach kein natürlicher, unabänderlicher Instinkt, kein Bestandteil der weiblichen Natur, sondern ein menschliches Gefühl, das in höchst unterschiedlichen Ausprägungen vorhanden sein kann oder auch nicht. Mutterschaft habe sehr viele Gestaltungsmöglichkeiten, und der unterschiedliche Umgang der Menschen mit ihren Kindern in verschiedenen Epochen und Gesellschaften zeige, dass es vielfältige Lösungsmöglichkeiten für das Großziehen der Kinder gibt.

### Gesellschaft ohne Liebe
Badinter beschreibt, dass vor dem 18. Jahrhundert weder eheliche Liebe noch die Liebe zu den Kindern gesellschaftliche Werte waren. Beziehungen innerhalb der Familie waren von Angst bestimmt, nicht von Zärtlichkeit. Das aristotelische Erbe, die christliche Theologie, der politische Absolutismus, sie alle haben zu diesem Gesellschaftsbild beigetragen, in dem der Wert eines Menschenlebens – besonders der des jungen, welches damals noch viel fragiler war als heute – recht gering bemessen war. Kinder machten Angst oder sie waren eine Last, besonders in armen Schichten. Bestenfalls waren diese Kinder der Gleichgültigkeit ausgesetzt. Weder kamen sie in der Literatur vor noch gab es vor dem Ende des 19. Jahrhunderts eine eigene Kinderheilkunde. Der Tod eines Kindes wurde nicht betrauert, er war zu selbstverständlich. Jedoch reicht diese Einstellung nicht zur Erklärung jener Gleichgültigkeit aus, denn viele Kinder wären nicht gestorben, wenn sich ihre Mütter mehr um sie gekümmert und sie gestillt hätten. Auch solche Grausamkeit ist ein Aspekt der Muttergefühle, auf die Badinter hinweist. Die Verweigerung des Stillens, die damals oft zum Tod des Babys führte, war der Anfang der Ablehnung der Kinder. Stillen galt im 17. Jahrhundert als unfein, einer Dame der höheren Gesellschaft nicht würdig, man glaubte – und glaubt teilweise bis heute –, dass Stillen die Brust verunstalte und die Teilnahme am gesellschaftlichen Leben und ein Eheleben unmöglich mache. Die Ablehnung der Mutterschaft und der Ehe war Gegenstand der allerersten feministischen Bewegungen der Preziösen in Paris, die sich nach intellektueller Bildung und Freiheit für Frauen sehnten. 85 % der Frauen und 79 % der Männer waren damals in Frankreich Analphabeten. Kindern wurde im 17. und 18. Jahrhundert so wenig Aufmerksamkeit geschenkt, dass deren gängige Behandlung einer unbewussten Abtreibung oder gar Tötung entsprach. Gleich nach der Geburt kam das Kind für einige Jahre zu einer Amme aufs Land, wo ca. zwei Drittel der Kinder unter menschenunwürdigen Bedingungen umkamen. Jene, die überlebten, verbrachten einige Jahre im Elternhaus, bevor sie in ein Kloster oder Pensionat gesteckt wurden. Ungefähr 5 % der Kinder wurden ausgesetzt.

### Ein neuer Mythos entsteht: die Mutterliebe
Erst Ende des 18. Jahrhunderts änderten sich in Frankreich die Einstellungen zum Kind; der Mythos vom Mutterinstinkt und von der spontanen Liebe jeder Mutter zu ihrem Kind entstand. Ärzte, Moralisten und Administratoren bemühten sich unter anderem aus wirtschaftlichen Gründen darum, eine möglichst große Zahl an Staatsvolk zu erhalten. Damit wurde die Frau als Mutter aufgewertet, der Vater als Autorität verlor zusehends an Bedeutung. Die Frau war als Hauptverantwortliche für das Wohl und Gedeihen ihrer Kinder zuständig und sollte in dieser edlen Pflicht glücklich aufgehen. Die Philosophie der Aufklärung ersetzte die Theorie des natürlichen und göttlichen Ursprungs väterlicher Gewalt durch die Idee der Beschränkung dieser Macht durch die Bedürfnisse der Kinder und die Idee der Gleichheit von Mann und Frau in der Erziehung. Jean-Jacques Rousseau beschreibt in seinem Gesellschaftsvertrag die neue Familie. Die Eltern haben die moralische Verpflichtung, für ihre Kinder gut zu sorgen und sie zu selbständigen Menschen zu erziehen, die nach dem Erwachsenwerden keine Verpflichtungen mehr gegenüber ihren Eltern haben. In der Französischen Revolution wurde auch die Stellung der Ehefrau und Mutter erhöht, Liebesheiraten waren verbreitet. Durch das neue Streben nach Glück und Liebe in der Familie wurde die Gleichheit zwischen Mann und Frau zumindest im familiären Bereich deutlich vergrößert. Die Frau war nun nicht mehr – auf einer Stufe mit den Kindern – der Autorität des Mannes unterworfen, sondern als Gefährtin des Mannes Basis für die glückliche Familie.
Das 19. Jahrhundert war geprägt von Aufrufen, eine gute Mutter zu sein; erbarmungslos wurde die schlechte Mutter kritisiert. Langsam sickerte die Vorstellung, dass Fürsorge und Zärtlichkeit der Mutter für die Entwicklung und das Wohlbefinden des Babys unersetzlich sind, in das allgemeine Bewusstsein der Franzosen. Immer weniger Kinder wurden zu Ammen gegeben, das Stillen wurde stark propagiert. Das heute unvorstellbare Fesseln der Säuglinge durch das Wickelkissen wurde kaum noch angewandt. Durch die neue körperliche Freiheit der Babys wurden zärtlichere Beziehungen zur Mutter möglich, jedoch stieg der Arbeitsaufwand für die Mutter dadurch beträchtlich. Mit dem neuen Bild der fürsorglichen Mutter schlich sich auch das Schuldbewusstsein bei den Müttern ein, diesem Ideal nicht zu entsprechen – ein Druck, der auf den Frauen (und ihren Beziehungen zu ihren Kindern) bis heute lastet.

### Die Frau als Hauptverantwortliche für das Glück der Kinder
Die Psychoanalyse Sigmund Freuds machte die Frau zur Hauptverantwortlichen für das Glück ihres Kindes, sie übertrug ihr damit eine riesige Aufgabe, die Erwerbsarbeit praktisch ausschließt. Die Theorie des natürlichen weiblichen Masochismus stilisiert die ideale Mutter als unendlich leidensfähig. Die Mutter empfindet die körperlichen Schmerzen beim Gebären und Stillen als Lust und Freude. Durch Selbstaufopferung findet sie Erfüllung in ihren Kindern. Affektiv gestörte Kinder haben eine schlechte, unfähige Mutter, die durch psychische Störungen selbst ungeeignet zur Mutterschaft ist. Obwohl nicht moralisierend gemeint, wurden Angst- und Schuldgefühle hierdurch bei den Müttern weiter gesteigert.

### Veränderliche Muttergefühle
Die feministischen Bewegungen der 1960er Jahre kritisierten das freudsche Mutterbild und wiesen auf die große Diskrepanz zwischen der Realität und der Vorstellung der normalen, passiven, masochistischen Frau hin. Der Mythos der natürlichen Mutterschaft wurde zerstört. Mutterliebe ist nichts Selbstverständliches mehr, mütterliche Fürsorge ist eine Arbeit, für die Bezahlung verlangt wird. Gefühle von Müttern hängen vom historischen und gesellschaftlichen Kontext ab, von Bildung und Einkommen. Mutterliebe ist ein wandelbares Gefühl, kein Instinkt. Die Väter nehmen mehr Anteil an ihren Kindern, sie werden mütterlicher, während die Frauen männlicher werden und eine distanzierte Auffassung zur Mutterschaft einnehmen.

## Weiblicher Ehrgeiz
Im 18. Jahrhundert, als die Frauen noch auf die Rolle der Hausfrau und Mutter festgelegt waren, als einfache Frauen schwer arbeiteten und höchstens Frauen der Aristokratie nach gesellschaftlicher Zerstreuung suchten, wurde das Phänomen des weiblichen Ehrgeizes kritisch betrachtet. Ehrgeiz stellte die Gesellschaftsordnung in Frage und galt als purer Egoismus. Während Männer vielfältige Möglichkeiten in der Lebensgestaltung hatten, waren Frauen dazu bestimmt, Zärtlichkeit und Fürsorge zu spenden. Doch im Jahrhundert der Aufklärung machten zwei unterschiedliche Frauen, Émilie du Châtelet und Louise d’Épinay ihren Weg als Wissenschaftlerin bzw. als Schriftstellerin und Erzieherin, obwohl Frauen damals kaum Bildung erhielten. Die beiden suchten ihr Glück in ihrer Arbeit. Émilie du Châtelet war als Frau in der Wissenschaft stark benachteiligt, Frauen wurden angehalten, zu beten und zu schweigen, Schöngeisterei hatte einen schlechten Ruf. Das Bestreben Louise d’Epinays, ihre Kinder selbst zu erziehen und neben ihren Pseudomemoiren Werke über die Pädagogik des Glücks und die Erziehung von Mädchen zu veröffentlichen, stieß in einer Zeit der absoluten Gleichgültigkeit den Kindern gegenüber auf großen Widerstand. Die großen Neuerungen in ihren Schriften, in denen sie sich erstmals direkt an die Mütter wendet, sind die geistige Ebenbürtigkeit der Geschlechter und die Bedeutung des Lernens für das weibliche Glück. Sie wendet sich aktiv gegen Jean-Jacques Rousseau, der die weibliche Abhängigkeit und den Zwang von Herd und Heim propagiert hat, indem sie die Frauen selbst für ihr Glück verantwortlich macht. Die geistige Emanzipation der Frauen bedingt, dass sie sich auf ihrer Suche nach Glück nicht auf die Männer verlassen dürfen. Auch Émilie du Châtelet fand ihr Heil im Studium und in der Bildung als unabhängige Grundlage des Glücks, als sie Isaac Newtons Principia Mathematica kommentiert ins Französische übersetzte und eigene physikalische Schriften verfasste. Badinter sieht die beiden Frauen als Vorläuferinnen heutiger Lebensentwürfe, nur mit dem Unterschied, dass Frauen heute oft beides wollen: erfüllte Mutterschaft und die Verwirklichung des persönlichen Ehrgeizes und Geltungsdrangs.

## Die männliche Identität
Anfang der 1990er Jahre beschäftigt sich Badinter wissenschaftlich mit dem neuen Bild des Mannes nach der Auflösung der patriarchalen Ordnung in der westlichen Welt. (XY. De l'identité masculine; deutsch: XY – Die Identität des Mannes, 1993). Im 19. und 20. Jahrhundert galt das Modell der unterschiedlichen, einander entgegengesetzten Geschlechter, wobei der Mann die mächtigere Position dieses Dualismus innehatte. Der Biologismus legte die traditionellen Rollen fest: Mutter, Heim und Herd versus Politik, Arbeit, Beruf, schöpferischer Tätigkeit. Badinter zeichnet die Kontroverse der feministischen Ansätze nach. Die Differentialistinnen hängen der Soziobiologie an und sehen das Geschlecht, das Verhalten und das Wesen des Mannes von der Biologie bestimmt. Durch die natürliche Aggressivität des Mannes wird seine Herrschaftsposition begründet. Badinter kritisiert daran, dass diese eingeschränkte Sicht der Natur zu Unterdrückung und beschränkten Möglichkeiten führt, weil Männer und Frauen dazu verdammt sind, unentwegt die gleichen Rollen zu spielen. Das Gleichheitsmodell betont die Vielfalt der Lebensentwürfe. Simone de Beauvoirs Feststellung gilt auch für den Mann: „Man wird nicht als Mann geboren, man wird es“. Männlichkeit wird konstruiert, erlernt und ist damit veränderbar. Zwischen diesen beiden Polen versucht Badinter die allgemeinen Eigenschaften des Männlichen zu finden.

### Die Konstruktion der Männlichkeit
Männlichkeit beginnt innerhalb der ersten Liebesbeziehung – in der Symbiose mit der Mutter. Nur wenn diese Phase glückt, also die richtige Dosis Mutterliebe zwischen Kälte und Umklammerung gefunden wird, kann sich das männliche Kind genügend von der Mutter distanzieren, um seine Männlichkeit leben zu können. Am Beginn steht schon die Abgrenzung vom Weiblichen, die Erfahrung, dass Männlichkeit im Unterschied zur mütterlichen Weiblichkeit entwickelt werden muss. Viele Kulturen begehen diese Trennung von der liebenden Mutter mit einer Beschneidung und anderen brutalen Initiationsriten, die die Jungen traumatisiert zurücklassen, sie aber dadurch in die Gemeinschaft der Männer aufnehmen. Durch diesen radikalen Einschnitt gehört der Sohn zum Vater und entgeht der Abhängigkeit von der Mutter. Je länger die Symbiose mit der Mutter andauert, desto schmerzhafter ist die Initiation. Mädchen entgehen durch den natürlichen Übergang zur Frau – die Menstruationsblutungen – und die mögliche Identifizierung mit der Mutter dieser künstlichen Trennung. Bei den Männern bleibt immer ein Wunsch zurück, nämlich der, als Mann anerkannt zu werden. In der heutigen westlichen Gesellschaft übernehmen sportliche Wettkämpfe die Aufgabe, dass Männer sich als harte, starke, richtige Männer fühlen können, was früher in strengen Internatsschulen und militärischen Ausbildungen des 19. und 20. Jahrhunderts geschah. Männer grenzen sich dreifach ab, um ihre Männlichkeit zu betonen: Sie sind kein Baby (Trennung von der Mutter), sie sind kein Mädchen (Trennung vom weiblichen Geschlecht) und sie sind nicht homosexuell (Betonung ihrer Heterosexualität). Die männliche Identitätsfindung ist nach Badinters Ansicht also härter und schwieriger als die der Frauen.

### Männliche Ideale
Das heute gängige, aber unerreichbare männliche Ideal von Macht, Erfolg, Stärke, Unterwerfung führt zu großem Frust bei Nichterreichung dieser Ziele. Männer fühlen sich unvollkommen und kompensieren das mit einer übertriebenen Männlichkeit, die Gewalt, Selbstzerstörung und Aggressivität gegen andere einschließt.
Auch dem Modell des weichen Mannes der 1970er und 80er Jahre kann Badinter nichts abgewinnen, denn in beiden Modellen werden Eigenschaften nur einem Geschlecht zugeschrieben, die dem anderen Geschlecht fremd sind. Gegen den traditionellen Dualismus der Geschlechter wehrt sich Badinter entschieden. Sie plädiert für den androgynen Menschen, der abwechselnd weiblich und männlich sein kann, je nach Erfordernissen der Situation. Es geht um die Ergänzung komplementärer Elemente statt um strikte Dualität.
Für Badinter ist die Männlichkeit heute schon vielfältig mit der Weiblichkeit verbunden. Viel mehr wird sich daran noch ändern, wenn die Väter durchgängig ab der Geburt aktiv an der Betreuung ihrer Söhne und Töchter mitwirken. Nur dann können die durch das Patriarchat verstümmelten Männer ihr mütterliches und väterliches Erbe miteinander versöhnen und zu ganzen Männern werden. Die Gegensätze zwischen den Geschlechtern sind heute geringer als je zuvor, und die Gleichheit der Geschlechter ist trotz der unleugbaren Unterschiede weithin verwirklicht.

## Ich bin Du
In L' un est l'autre (1986) (deutsch: Ich bin Du) geht es um den androgynen Menschen und die revolutionierte Beziehung zwischen Männern und Frauen. Ihre Bestandsaufnahme lautet: Das Patriarchat sei nun endgültig zu Ende, es gebe keine Geschlechtertrennung mehr. Die Ehe habe sich von einer Versorgungsinstitution zu einer Liebesangelegenheit gewandelt. Die Anzahl der Eheschließungen gehe zurück. Frauen könnten wie Männer aktiv und erfolgreich sein; die Arbeitswelt sei im Vergleich zu früheren Zeiten weniger geschlechtsspezifisch organisiert. Durch die Möglichkeiten der Empfängnisverhütung und Abtreibung seien die Frauen freier in ihrer Wahl, Kinder zu bekommen. Und seien Kinder da, seien heute die Chancen auf einen liebenden, fürsorglichen Vater so groß wie nie zuvor, denn immer mehr Männer lebten auch diese Seiten aus. Badinter meint, das Leitbild der Ähnlichkeit der Geschlechter sei ausgelöst durch das Ideal der Gleichheit in demokratischen Gesellschaften. Durch die distanzierte Haltung der Frauen zur Mutterschaft würden weniger Unterschiede zwischen den Geschlechtern als natürlich vorgegeben angesehen (→Biologismus). Durch die Gleichheit der Geschlechter höre der Kampf zwischen ihnen auf und mache einem gegenseitigen Verständnis und Vertrautheit Platz. Damit änderten sich auch die Paarbeziehungen. Diese seien heute nicht mehr an die Institution der Ehe gebunden, würden frei gewählt und seien von Freundschaft und Zärtlichkeit geprägt, weniger von Leidenschaft. Die aufopfernde Liebe habe einer egalitären Beziehung des Gebens und Nehmens Platz gemacht, das Ich trete stärker in den Vordergrund.
Badinter beginnt ihre geschichtlichen Ausführungen zur Beziehung der Geschlechter in der Altsteinzeit: In der damaligen Gesellschaft seien Frauen und Männer zwar in spezifische Sphären mit bestimmten Aufgaben geteilt gewesen, beide Seiten aber hätten Machtbefugnisse besessen und seien einander ebenbürtig gewesen. Die Macht des Jägers habe symmetrisch der Leben spendenden Zeugungsmacht der Frau entsprochen. Erst in den Kriegergesellschaften der Bronzezeit habe sich der Wandel zum Patriarchat vollzogen, danach vor allem unterstützt durch die Religionen, die die vielfältigen Göttinnen gegen allmächtige Vatergottheiten ausgetauscht hätten. Die Frauen seien zu schwachen Gebärerinnen degradiert worden und die Zeugungsmacht auf den Mann übergegangen, der streng über die weibliche Sexualität gewacht habe.
Eine direkte Folge des Patriarchats sei die Trennung der Geschlechter, der Dualismus, der heimliche Kampf und die Angst zwischen Frauen und Männern. Doch tauche die Frau wieder in der Phantasie des Mannes auf, und zwar in den Bereichen, in denen er am wehrlosesten sei und zu denen er keinen Zugang habe: Geburt und Tod.
Der Niedergang des Patriarchats sei einhergegangen mit der Entmachtung der absolutistischen Herrscher und der Kirchen. Die Trennung von Kirche und Staat, als deren Beginn Badinter die Französische Revolution ansieht, sei außerhalb Frankreichs erst im 20. Jahrhundert Realität geworden. Seit die Frauen in der zweiten Hälfte des 20. Jahrhunderts Kontrolle über ihre Fruchtbarkeit erlangt hätten, seien sie nicht nur wirtschaftlich aktiv geworden, sondern hätten dadurch auch ihren Objektstatus abgelegt, den sie als Mütter und Hausfrauen innegehabt hätten. Die Männer hätten die Kontrolle über die Fortpflanzung verloren und seien nun von der Entscheidung der Frauen für oder gegen Kinder abhängig.

## Der falsche Weg
In ihrem Buch Fausse Route (2003, deutsch: Die Wiederentdeckung der Gleichheit. Schwache Frauen, gefährliche Männer und andere feministische Irrtümer, 2004) zieht Badinter eine „kritische Bilanz des Feminismus“. Sie sieht einen Paradigmenwechsel in den 1990er Jahren in der westlichen Gesellschaft heraufziehen. Die Frauen haben beruflich und gesellschaftlich viel erreicht, stellen jedoch fest, dass die Männer nach wie vor weniger arbeiten und die Hauptlast des Haushalts, der Pflege und der Kinder auf ihnen lastet. Im Feminismus äußert sich das in der „Viktimisierung“ der Frau, in der Zuschreibung ihrer Opferrolle. Nicht mehr erfolgreiche Kämpferinnen sind das Vorbild, sondern die allseits unterdrückte Frau, die ständig Gewalt und Hass ausgesetzt ist. Durch diese Einebnung der Unterschiede zwischen Frauen in Verallgemeinerungen und Analogiebildungen gehen jegliche ökonomischen, kulturellen und sozialen Differenzen verloren. Frauengruppen, die an sich wenig gemein haben, werden vergleichbar. Die Errungenschaften des frühen Feminismus, wie freie Sexualität und Unabhängigkeit von der Mutterschaft, werden damit wieder aufgeweicht. Das Differenzdenken in strikten Schwarzweiß-Mustern sieht in den Frauen die Guten, die moralisch Überlegenen, die friedlichen Opfer. Dieser dualistische Gegensatz übersieht aber die komplexe Wirklichkeit. Die Idee der in Mann und Frau gespaltenen Menschheit führt bald wieder auf die längst überholte Definition der weiblichen Natur zurück. Badinter stört dabei besonders die kollektive Verurteilung eines Geschlechts – der Männer. Am Beispiel Gewalt demonstriert sie, dass Straftaten nicht eine rein männliche Angelegenheit sind. Meist wird jedoch die von Frauen begangene Gewalt totgeschwiegen, als Antwort auf männliche Gewalt legitimiert oder als unbedeutende Randerscheinung abgetan. Die Sexualität hat sich in der letzten Zeit geändert und wird in einer solchen Vielfalt gelebt, dass die Definition von Normalität nicht mehr möglich ist. Badinter kritisiert am gängigen Feminismus, dass er Sexualität nur als gut einstuft, wenn sie unschuldig, freiwillig und auf wechselseitigem Begehren gründet. Prostitution und Pornografie lehnen viele Feministinnen strikt ab. Badinter nimmt eine liberalere Haltung ein, möchte beides straffrei lassen. Die Konsenstheorie im Feminismus verlangt bei jeder sexuellen Beziehung völlige Transparenz, die verbal, ja – wie von manchen gefordert – vertraglich geäußert werden muss. Badinter wendet dagegen ein, dass Frauen im Stande sein sollten, ihre Meinung kundzutun, und bedauert, dass das Unbewusste, Geheimnisvolle der Sexualität, die gesamte Erotik beim Aufsetzen eines Vorvertrags verloren geht. Natürlich lehnt sie jede Art von Vergewaltigung ab, jedoch stuft sie ein Nachgeben der Frau aufgrund von Überredung, ohne dass die Frau ihre Zustimmung explizit geäußert hat, nicht als solche ein.

### Der amerikanische Feminismus
Amerikanische Feministinnen, besonders Andrea Dworkin und Catherine MacKinnon stellen die männliche Sexualität insgesamt in Frage. Diese kulturalistische Variante des Feminismus kämpft gegen jede Art von sexueller Macht von Männern. Sie wirft der landläufigen Trennung von Sex und Vergewaltigung vor, vom männlichen Standpunkt aus gezogen worden zu sein. Damit wird jede heterosexuelle Handlung zur potenziellen Vergewaltigung stilisiert und der Penis als todbringende Waffe gesehen. Vergewaltigung wird zum Paradigma der Heterosexualität erhoben. Dagegen hilft nach Dworkins Ansicht nur entweder der Rückzug in die weibliche Homosexualität oder die Zivilisierung, Demokratisierung und Besänftigung der Männlichkeit. Für Dworkin ist Sexualität von Intimität, Zärtlichkeit, Kooperation und Gefühl geprägt. Badinter betrachtet die Dinge anders und sieht darin einen Rückschritt in ein traditionelles Modell der Weiblichkeit. Die Gewalt der Triebe ist nicht ausschließlich männlich, die Libido ist sehr komplex und lässt sich nicht auf die vier einfachen Imperative von Dworkin reduzieren.

### Feministische Irrtümer
Für Badinter geht der amerikanische Feminismus in die falsche Richtung, weil dieser gerade dort, wo die Differenzen zwischen den Geschlechtern nicht aufzuheben und wichtig sind, nämlich in der Sexualität, eine Gleichheit verlangt, die es nicht geben kann, und andererseits in allen anderen Bereichen des Lebens, wo Badinter Gleichheit sehen möchte, einen Differentialismus vertritt. Sie kritisiert, dass Frauen immer als die Leidtragenden, als besonders schutzbedürftig und von den Männern wesentlich unterschieden angesehen werden. Dem Universalismus verpflichtet, wehrt sich Badinter gegen die relativistischen Ausnahmen von der allgemeinen Gültigkeit der Gesetze. Sie tritt dafür ein, dass die Gesetze ausnahmslos für alle gelten sollten, ohne dass Geschlechts- oder Rassenunterschiede berücksichtigt werden. Der Rückzug auf die unterschiedliche Natur von Frauen und Männern, die Reduzierung auf das Biologische ist gefährlich für Frauen, die ihre vor 30 Jahren mühsam erkämpften Freiheiten wieder verlieren könnten, wie etwa selber entscheiden zu können, ob und wann eine Frau Kinder möchte, ob und wie lange sie diese stillen möchte oder ob sie erwerbstätig sein möchte, ohne hierbei gesellschaftlichen Zwängen ausgesetzt zu sein. Besonders wehrt sich Badinter gegen die Unsitte, alle Frauen unterschiedslos über einen Kamm zu scheren, und betont, dass die Unterschiede zwischen Frauen in unterschiedlichen Lebenssituationen und sozialen Schichten deutlich größer sind als zwischen Frauen und Männern mit einem ähnlichen Lebensstil. Durch all diese feministischen Irrtümer, so fürchtet Badinter, werden sich die Beziehungen zwischen Frauen und Männern weiter verschlechtern.

## Ehrungen
Der Asteroid (13657) Badinter trägt seit 2010 ihren Namen. Sie wurde vom französischen Kulturministerium zum Kommandeur des Ordre des Arts et des Lettres ernannt, 2011 folgte ihre Ernennung zum Kommandeur des Ordre du Mérite culturel von Monaco.
2004 wurde ihr die Ehrendoktorwürde der Universität Lüttich (Université de Liège) und 2013 die der freien Universität Brüssel (Université libre de Bruxelles) verliehen.

## Sonstiges
Im September 2017 warf Badinter, ausgehend vom Mordfall Sarah Halimi, Frankreichs Medien und Politik vor, sie würden den in den Banlieues  grassierenden islamischen Antisemitismus totschweigen. Im Nachrichtenmagazin L’Express erschien ein Gespräch mit Badinter, dessen Übersetzung auszugsweise in dem deutschen Magazin Emma veröffentlicht wurde.

## Werke (auf Deutsch)
- Die Mutterliebe. Die Geschichte eines Gefühls vom 17. Jahrhundert bis heute. Piper, München 1981, ISBN 3-492-11491-1
- Emilie Emilie. Weiblicher Lebensentwurf im 18. Jahrhundert. Piper, München 1984, ISBN 3-492-02865-9.
- Ich bin Du. Die neue Beziehung zwischen Mann und Frau oder Die androgyne Revolution. Piper, München 1987; Beltz, Weinheim 2001, ISBN 3-407-22088-X.
- XY. Die Identität des Mannes. Seine Natur, seine Seele, seine Rolle. Piper, München 1993, ISBN 3-492-22337-0.
- Die Wiederentdeckung der Gleichheit. Schwache Frauen, gefährliche Männer und andere feministische Irrtümer. Ullstein, München 2004, ISBN 3-548-36767-4.
- Der Infant von Parma oder die Ohnmacht der Erziehung. Übers. Thomas Schulz. C.H. Beck, München 2010, ISBN 978-3-406-60093-7.
- Der Konflikt. Die Frau und die Mutter. Übers. Ursula Heldt, Stephanie Singh. C. H. Beck, München 2010, ISBN 978-3-406-60801-8.
- Maria Theresia. Die Macht der Frau. Übers. Horst Brühmann, Petra Willim, Zsolnay, München 2017, ISBN 978-3-552-05822-4.